# Su última noche (film 1931)
Su última noche è un film del 1931 diretto da Carlos F. Borcosque e da Chester M. Franklin. È la versione spagnola di The Gay Deceiver, un film del 1926 diretto da John M. Stahl e basato sul lavoro teatrale Patachon di Maurice Hennequin e Félix Duquesnel (Parigi, 1907) ripreso in versione inglese da Achmed Abdullah con il titolo Toto (Broadway 21 marzo 1921).

## Produzione
Il film, che fu prodotto dalla Metro-Goldwyn-Mayer (MGM), venne girato con il titolo di lavorazione Toto da metà ottobre a inizio novembre 1930.

## Distribuzione
Distribuito dalla Metro-Goldwyn-Mayer (MGM), fu presentato in prima a Porto Rico il 1º maggio 1931 e, quindi, a Los Angeles il 17 luglio.